# Devusjka bez adresa
Devusjka bez adresa (russisk: Девушка без адреса) er en sovjetisk spillefilm fra 1957 af Eldar Rjasanov.

## Medvirkende
- Svetlana Karpinskaja som Katja Ivanova
- Nikolaj Rybnikov som Pasjka Gusarov
- Erast Garin
- Vasilij Toporkov
- Jurij Belov som Mitja